# Jindřich Bastař
Jindřich Bastař, křtěný Jindřich František, v matrice narozených zapsán jako Baštář (15. července 1879 Plánice – 1. prosince 1937 Praha), byl český houslista a hudební pedagog.

## Život
Narodil se v Plánici do rodiny soudního úředníka Václava Baštáře. První hudební vzdělání získal od svého otce, který kromě výkonu úřadu vedl také místní kapelu. Jindřich se kromě houslí učil též hře na flétnu, křídlovku a klavír. V letech 1895–1900 studoval na pražské konzervatoři housle u prof. Otakara Ševčíka a v posledním ročníku působil se svolením školy jako zastupující první houslista v Národním divadle pod vedením dirigenta Adolfa Čecha. V letech 1900–1903 byl sólovým houslistou plukovní hudby 88. pěšího pluku, kterou vedl kapelník J. Kalenský. Následně se v roce 1903 stal stálým členem orchestru Národního divadla vedeného Karlem Kovařovicem, přičemž současně vyučoval na hudební škole Dvořákeum.
V roce 1904 se v Horažďovicích oženil s Josefou Villovou. Od roku 1907 byl koncertním mistrem Městského divadla na Královských Vinohradech pod vedením Ludvíka Čelanského a rovněž téhož roku založil spolu s Václavem Štěpánem a Františkem Pourem komorní seskupení známé jako "Bastařovo trio". Od roku 1908 byl po zbytek svého života profesorem houslové hry na pražské konzervatoři a mezi jeho nejvýznamnější žáky patřili Robert Císař, Antonín Beránek a Josef Doležal. Zemřel v Praze roku 1937.
Jindřich Bastař v průběhu svého života často koncertoval, a to jak sólově, tak s Bastařovým triem nebo též i s Českým kvartetem. Upravil a revidoval houslové skladby, zejména instruktivní a v omezené míře také sám skládal. V roce 1934 napsal studii o Otakaru Ševčíkovi.